# Acantholimon embergeri
Acantholimon embergeri är en triftväxtart som beskrevs av Mobayen. Acantholimon embergeri ingår i släktet Acantholimon och familjen triftväxter. Inga underarter finns listade i Catalogue of Life.